# Ronnie Bucknum
Ronald James „Ronnie“ Bucknum (* 5. April 1936 in Alhambra, Kalifornien; † 14. April 1992 in San Luis Obispo, Kalifornien) war ein US-amerikanischer Automobilrennfahrer.

## Karriere
Obwohl Bucknum schon seit 1957 Sportwagenrennen in den USA fuhr, war seine Verpflichtung als Werksfahrer für das Honda-Team in der Automobil-Weltmeisterschaft 1964 für die Fachwelt eine große Überraschung. Honda suchte sich bewusst einen weitgehend unbekannten, aber durchaus talentierten Piloten, um sich in Ruhe auf die Herausforderung der höchsten Monoposto-Klasse vorbereiten zu können.

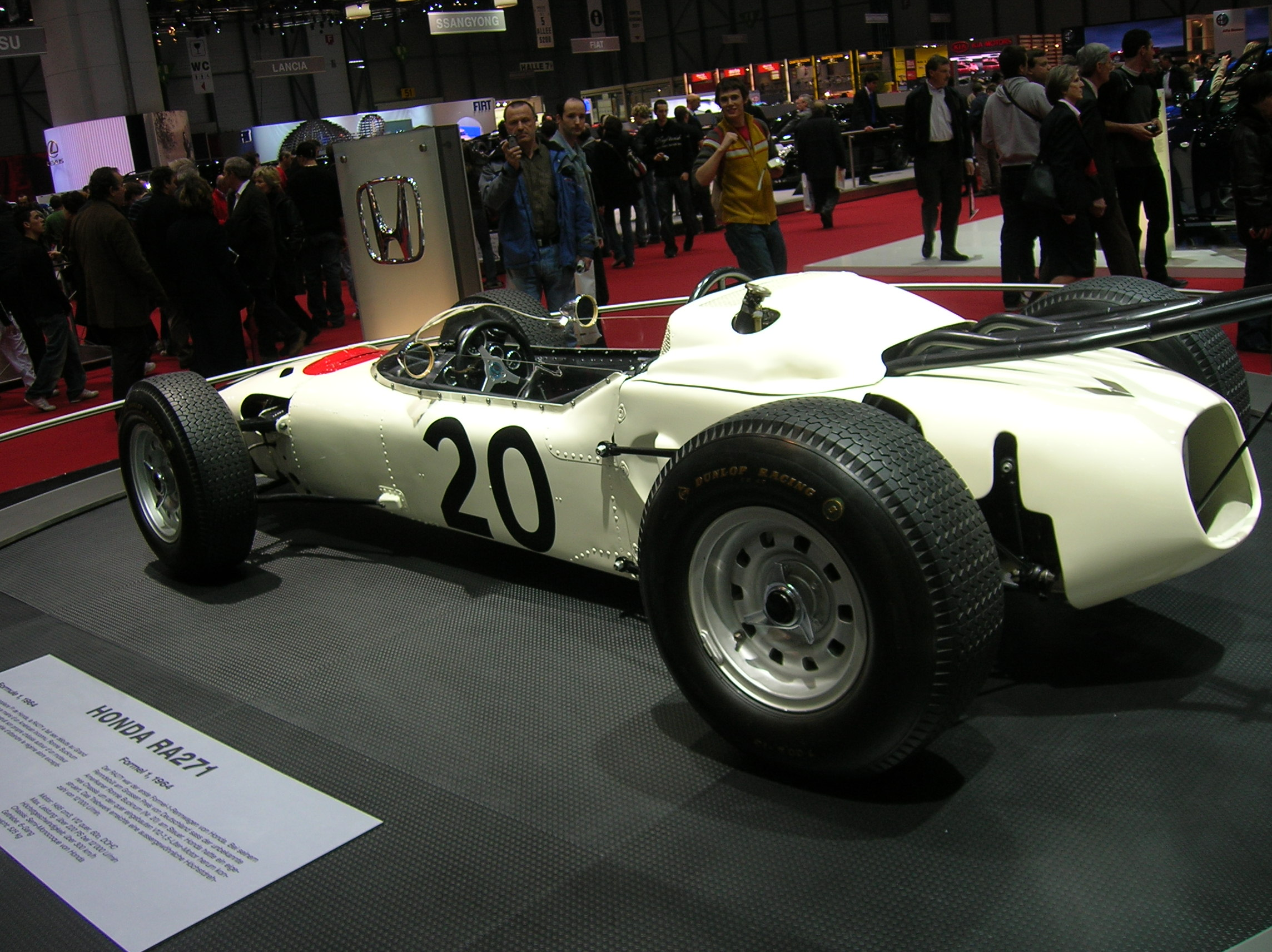
Honda RA271 von Ronnie Bucknum aus dem Jahre 1964

Bucknum gewann mit dem kleinen Honda-Sportwagen S600 (Nr. 15) am 3. Mai 1964 bei einem Auftaktrennen zum 2. Grand Prix in Suzuka in der Klasse bis 600 cm³ Er debütierte 1964 mit dem Honda RA271 beim Großen Preis von Deutschland am Nürburgring. Sein Debütrennen konnte er genauso wenig beenden, wie die beiden folgenden beim Großen Preis von Italien und beim Großen Preis der USA. Für die Saison 1965 verpflichtete Honda mit Richie Ginther einen Landsmann von Bucknum. Ginther, der nach seinen Jahren bei Ferrari, die letzten drei Saisonen bei B.R.M. fuhr, wurde neuer Nummer-1-Pilot.
Bucknum hatte im Winter 1964/65 in Suzuka einen schweren Testunfall, brach sich dabei ein Bein und laborierte die gesamte Saison an den Nachwehen. Einzig zählbarer Erfolg, und die einzigen Punkte in seiner Automobil-Weltmeisterschafts-Karriere, blieb der fünfte Rang beim Großen Preis von Mexiko. Die gute Platzierung ging ob des ersten Honda-Sieges von Richie Ginther allerdings völlig unter.
Bucknum hatte sich inzwischen im Motorsport jedoch so gut etablieren können, dass er 1966 in die Mannschaft von Ford aufgenommen wurde, die ab Mitte der 1960er Jahre mit dem GT 40 ihren Sturm auf Le Mans begann. Schon 1965 war Bucknum an der Sarthe erstmals am Start gewesen. Mit Partner Herbert Müller pilotierte er schon damals einen Ford GT40 für die Schweizer Scuderia Filipinetti, fiel aber schon früh durch Motorschaden aus. 1966 wurde er in Le Mans gemeinsam mit Dick Hutcherson Dritter in der Gesamtwertung. Gegen Ende des Jahres setzte ihn Honda noch einmal ins Cockpit eines Formel-1-Rennwagens. Bucknum fuhr den neuen 3-Liter-Honda, den Honda RA273, beim Großen Preis der USA und beim Großen Preis von Mexiko. Nach einem Ausfall in den USA endete die Karriere in der Automobil-Weltmeisterschaft von Bucknum mit einem achten Rang in Mexiko.
Bucknum fuhr weiterhin Sportwagenrennen. In Le Mans wurde der für seine Ausdauer und seinen Kampfgeist bekannte Kalifornier 1970 auf einem Ferrari 512S des North American Racing Team Vierter. Er fuhr CanAm- und TransAm-Rennen in seinem Heimatland. Auch den Weg in die USAC-Serie fand er und feierte dort 1968 für Eagle einen sensationellen Sieg beim Rennen am Michigan International Speedway.
Eine schwere Diabetes-Erkrankung machte ihm in den frühen 1980er Jahren zu schaffen; seine Rennkarriere hatte er längst aufgegeben. An den Folgen seiner Krankheit starb er im Alter von 56 Jahren im April 1992.
Sein Sohn Jeff fuhr Mitte der 2000er Jahre in der Indy Racing League.

## Statistik

### Statistik in der Automobil-Weltmeisterschaft
Diese Statistik umfasst alle Teilnahmen des Fahrers an der Automobil-Weltmeisterschaft, die heutzutage als Formel-1-Weltmeisterschaft bezeichnet wird.

#### Gesamtübersicht
| Saison | Team              | Chassis     | Motor         | Rennen | Siege | Zweiter | Dritter | Poles | schn. Rennrunden | Punkte | WM-Pos. |
| ------ | ----------------- | ----------- | ------------- | ------ | ----- | ------- | ------- | ----- | ---------------- | ------ | ------- |
| 1964   | Honda R&D Company | Honda RA271 | Honda 1.5 V12 | 3      | −     | −       | −       | −     | −                | −      | −       |
| 1965   | Honda R&D Company | Honda RA272 | Honda 1.5 V12 | 6      | −     | −       | −       | −     | −                | 2      | 14.     |
| 1966   | Honda R&D Company | Honda RA273 | Honda 3.0 V12 | 2      | −     | −       | −       | −     | −                | −      | −       |
| Gesamt | Gesamt            | Gesamt      | Gesamt        | 11     | −     | −       | −       | −     | −                | 2      |         |

#### Einzelergebnisse
| Saison | 1   | 2   | 3   | 4 | 5  | 6 | 7   | 8   | 9 | 10 |
| ------ | --- | --- | --- | - | -- | - | --- | --- | - | -- |
| 1964   |     |     |     |   |    |   |     |     |   |    |
|        |     |     |     |   | 13 |   | DNF | DNF |   |    |
| 1965   |     |     |     |   |    |   |     |     |   |    |
|        | DNF | DNF | DNF |   |    |   | DNF | 13  | 5 |    |
| 1966   |     |     |     |   |    |   |     |     |   |    |
|        |     |     |     |   |    |   | DNF | 8   |   |    |

| Legende  | Legende            | Legende                                                          |
| Farbe    | Abkürzung          | Bedeutung                                                        |
| -------- | ------------------ | ---------------------------------------------------------------- |
| Gold     | –                  | Sieg                                                             |
| Silber   | –                  | 2. Platz                                                         |
| Bronze   | –                  | 3. Platz                                                         |
| Grün     | –                  | Platzierung in den Punkten                                       |
| Blau     | –                  | Klassifiziert außerhalb der Punkteränge                          |
| Violett  | DNF                | Rennen nicht beendet (did not finish)                            |
| Violett  | NC                 | nicht klassifiziert (not classified)                             |
| Rot      | DNQ                | nicht qualifiziert (did not qualify)                             |
| Rot      | DNPQ               | in Vorqualifikation gescheitert (did not pre-qualify)            |
| Schwarz  | DSQ                | disqualifiziert (disqualified)                                   |
| Weiß     | DNS                | nicht am Start (did not start)                                   |
| Weiß     | WD                 | zurückgezogen (withdrawn)                                        |
| Hellblau | PO                 | nur am Training teilgenommen (practiced only)                    |
| Hellblau | TD                 | Freitags-Testfahrer (test driver)                                |
| ohne     | DNP                | nicht am Training teilgenommen (did not practice)                |
| ohne     | INJ                | verletzt oder krank (injured)                                    |
| ohne     | EX                 | ausgeschlossen (excluded)                                        |
| ohne     | DNA                | nicht erschienen (did not arrive)                                |
| ohne     | C                  | Rennen abgesagt (cancelled)                                      |
| ohne     | keine WM-Teilnahme |                                                                  |
| sonstige | P/fett             | Pole-Position                                                    |
| sonstige | 1/2/3/4/5/6/7/8    | Punktplatzierung im Sprint-/Qualifikationsrennen                 |
| sonstige | SR/kursiv          | Schnellste Rennrunde                                             |
| sonstige | *                  | nicht im Ziel, aufgrund der zurückgelegten Distanz aber gewertet |
| sonstige | ()                 | Streichresultate                                                 |
| sonstige | unterstrichen      | Führender in der Gesamtwertung                                   |

### Le-Mans-Ergebnisse
| Jahr | Team                       | Fahrzeug         | Teamkollege     | Platzierung | Ausfallgrund         |
| ---- | -------------------------- | ---------------- | --------------- | ----------- | -------------------- |
| 1965 | Scuderia Filipinetti       | Ford GT40        | Herbert Müller  | Ausfall     | überhitzter Zylinder |
| 1966 | Holman & Moody             | Ford GT40 Mk.II  | Dick Hutcherson | Rang 3      |                      |
| 1967 | Shelby American Inc.       | Ford GT40 Mk.IIB | Paul Hawkins    | Ausfall     | Ventilschaden        |
| 1970 | North American Racing Team | Ferrari 512S     | Sam Posey       | Rang 4      |                      |

### Sebring-Ergebnisse
| Jahr | Team                             | Fahrzeug            | Teamkollege    | Teamkollege  | Platzierung | Ausfallgrund   |
| ---- | -------------------------------- | ------------------- | -------------- | ------------ | ----------- | -------------- |
| 1963 | Donald Healey Motor Co.          | Austin-Healey 3000  | Bob Olthoff    |              | Rang 12     |                |
| 1964 | Precision Motor Cars             | Porsche 904 GTS     | Richie Ginther |              | Rang 31     |                |
| 1966 | Holman & Moody                   | Ford GT40 MK.II     | A. J. Foyt     |              | Rang 12     |                |
| 1968 | Shelby Racing                    | Ford Mustang        | Jerry Titus    |              | Rang 5      |                |
| 1969 | Roger Penske Racing Enterprises  | Lola T70 Mk.IIIB GT | Mark Donohue   |              | Ausfall     | Führungslenker |
| 1970 | N.A.R.T.                         | Ferrari 512S Spyder | Sam Posey      | Bert Everett | Ausfall     | Benzinpumpe    |
| 1971 | North American Racing Team       | Ferrari 512S        | Sam Posey      |              | Ausfall     | kein Öldruck   |
| 1983 | Marketing Corporation of America | Ford Mustang        | John Bright    |              | Ausfall     | Motorschaden   |

### Einzelergebnisse in der Sportwagen-Weltmeisterschaft
| Saison | Team                                         | Rennwagen                      | 1   | 2   | 3   | 4   | 5   | 6   | 7   | 8   | 9   | 10  | 11  | 12  | 13  | 14  | 15  | 16  | 17  | 18  | 19  | 20  | 21  | 22  |
| ------ | -------------------------------------------- | ------------------------------ | --- | --- | --- | --- | --- | --- | --- | --- | --- | --- | --- | --- | --- | --- | --- | --- | --- | --- | --- | --- | --- | --- |
| 1963   | Healey Motor                                 | Austin-Healey 3000             | DAY | SEB | SEB | TAR | SPA | MAI | NÜR | CON | ROS | LEM | MON | WIS | TAV | FRE | CCE | RTT | OVI | NÜR | MON | MON | TDF | BRI |
| 1963   | Healey Motor                                 | Austin-Healey 3000             | 12  |     |     |     |     |     |     |     |     |     |     |     |     |     |     |     |     |     |     |     |     |     |
| 1964   | Precision Motor Carroll Shelby International | Porsche 904 Shelby Cobra       | DAY | SEB | TAR | MON | SPA | CON | NÜR | ROS | LEM | REI | FRE | CCE | RTT | SIM | NÜR | MON | TDF | BRI | BRI | PAR |     |     |
| 1964   | Precision Motor Carroll Shelby International | Porsche 904 Shelby Cobra       |     | 31  |     |     |     |     |     |     |     |     |     |     |     |     |     |     |     |     | 6   |     |     |     |
| 1965   | Scuderia Filipinetti                         | Ford GT40                      | DAY | SEB | BOL | MON | MON | RTT | TAR | SPA | NÜR | MUG | ROS | LEM | REI | BOZ | FRE | CCE | OVI | NÜR | BRI | BRI |     |     |
| 1965   | Scuderia Filipinetti                         | Ford GT40                      |     |     |     |     |     |     |     |     | DNF |     |     |     |     |     |     |     |     |     |     |     |     |     |
| 1966   | Holman & Moody                               | Ford GT40                      | DAY | SEB | MON | TAR | SPA | NÜR | LEM | MUG | CCE | HOK | SIM | NÜR | ZEL |     |     |     |     |     |     |     |     |     |
| 1966   | Holman & Moody                               | Ford GT40                      | DNF | 12  |     |     |     |     | 3   |     |     |     |     |     |     |     |     |     |     |     |     |     |     |     |
| 1967   | Carroll Shelby International                 | Ford GT40                      | DAY | SEB | MON | SPA | TAR | NÜR | LEM | HOK | MUG | BRH | CCE | ZEL | OVI | NÜR |     |     |     |     |     |     |     |     |
| 1967   | Carroll Shelby International                 | Ford GT40                      | DNF |     |     |     |     |     | DNF |     |     |     |     |     |     |     |     |     |     |     |     |     |     |     |
| 1968   | Carroll Shelby International NART            | Ford Mustang Ferrari 275 GTB   | DAY | SEB | BRH | MON | TAR | NÜR | SPA | WAT | ZEL | LEM |     |     |     |     |     |     |     |     |     |     |     |     |
| 1968   | Carroll Shelby International NART            | Ford Mustang Ferrari 275 GTB   | 4   | 5   |     |     |     |     |     | 9   |     |     |     |     |     |     |     |     |     |     |     |     |     |     |
| 1969   | Team Penske                                  | Lola T70                       | DAY | SEB | BRH | MON | TAR | SPA | NÜR | LEM | WAT | ZEL |     |     |     |     |     |     |     |     |     |     |     |     |
| 1969   | Team Penske                                  | Lola T70                       | DNF |     |     |     |     |     |     |     |     |     |     |     |     |     |     |     |     |     |     |     |     |     |
| 1970   | NART                                         | Ferrari 365 GTB/4 Ferrari 512S | DAY | SEB | BRH | MON | TAR | SPA | NÜR | LEM | WAT | ZEL |     |     |     |     |     |     |     |     |     |     |     |     |
| 1970   | NART                                         | Ferrari 365 GTB/4 Ferrari 512S | DNF | DNF |     |     |     |     |     | 4   |     |     |     |     |     |     |     |     |     |     |     |     |     |     |
| 1971   | NART                                         | Ferrari 512S                   | BUA | DAY | SEB | BRH | MON | SPA | TAR | NÜR | LEM | ZEL | WAT |     |     |     |     |     |     |     |     |     |     |     |
| 1971   | NART                                         | Ferrari 512S                   |     | 2   | DNF |     |     |     |     |     |     |     | DNF |     |     |     |     |     |     |     |     |     |     |     |
| 1972   | NART                                         | Ferrari 365 GTB/4              | BUA | DAY | SEB | BRH | MON | SPA | TAR | NÜR | LEM | ZEL | WAT |     |     |     |     |     |     |     |     |     |     |     |
| 1972   | NART                                         | Ferrari 365 GTB/4              | DNF |     |     |     |     |     |     |     |     |     |     |     |     |     |     |     |     |     |     |     |     |     |